# Gabriela Górska
Gabriela Maria Górska (ur. 2 lipca 1939 w Woli Pękoszewskiej, zm. 24 czerwca 2013 w Piasecznie) – polska pisarka.
Urodziła się w rodzinie ziemiańskiej. Prawnuczka generała Franciszka Górskiego Z wykształcenia była prawnikiem po Uniwersytecie Warszawskim.
Debiutowała jako nastolatka reportażem literackim. Przez następne lata publikowała w czasopismach „Zwierciadło”, „Głos Wybrzeża”, „Itd”. Pierwszą powieść Wielka szansa napisała w 1977 roku. Otrzymała za nią dwie nagrody: specjalną nagrodę Związku Literatów Polskich (wręczoną przez prezesa ZLP Jarosława Iwaszkiewicza), oraz II nagrodę w konkursie literackim z okazji XXX-lecia wydawnictwa LSW. Współczesna powieść była adaptowana na widowisko telewizyjne, czytana w odcinkach na antenie Polskiego Radia, oraz wydana w formie nagrania dla niewidzących.
Przez kolejna dekadę autorka publikowała powieści i zbiory opowiadań w nurcie literatury science fiction, baśnie dla dzieci, opowiadania współczesne była także autorką słuchowisk radiowych („Uczeń Hipokratesa”1985 PR, „Zdążyć do Arki”1988 PR), sztuki teatralnej (Córka Pigmaliona (współautor Marek Tadeusz Nowakowski) w TVP2 i TVP Polonia) i scenariusza filmowego pt. "Inny" (współautor Andrzej Krzyżanowski) zrealizowany pt. "Rudy" w reż. Macieja Haremskiego dla TVP.
Jej ostatnie, dwutomowe dzieło, to powieść współczesna Gra o stołki (tom I. Rok nadziei, tom II. Rok szulerów) 2005 r. Wyd. PAX.

## Nagrody i wyróżnienia
- Nagroda za debiut w konkursie pisma „Głos Wybrzeża”.

## Twórczość literacka
- zbiory opowiadań:
  - Inicjacja
  - Instar omnium 1979 Nasza Księgarnia,
  - Sprawa Precedensowa 1980 Nasza Księgarnia,
  - Zamknięty Krąg 1981 Nasza Księgarnia,
  - Węzeł 1985 Nasza Księgarnia,
  - Trzy Dni na Kredyt 1987 Wyd. RTV.
- powieści
  - Wielka Szansa LSW 1976
  - Kontakt 1982 KAW, 1986 Wyd RTV,
  - Piekielny Trójkąt 1986 oraz 1989 Nasza Księgarnia,
  - Ostatni Nieśmiertelny 1988 Nasza Księgarnia,
- baśń dla dzieci "Przyjaciel Leśnego Licha" 1997 wyd. Grapio.
- sztuki teatralne
  - Córka Pigmaliona